# Jenny Marcroft

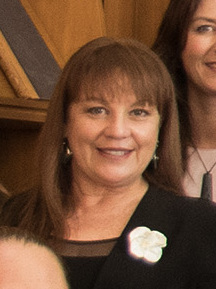
Jenny Marcroft

Jennifer Lyn Marcroft (* 1963 in Neuseeland) ist eine neuseeländische Politikerin der Partei New Zealand First.

## Leben
Marcroft wurde 1963 geboren und hat vier weitere Geschwister. Ihr Vater, Lyndon Harrison Marcroft, starb früh und ihre Mutter, Helen, folgte einige Jahre später aufgrund einer Brustkrebserkrankung, und dies, als Marcroft 16 Jahre alt war. Sie verließ das Elternhaus ein Jahr zuvor und zog zu ihrem Stiefvater, der sich aber als gewalttätig erwies. Ihr mütterlicher Zweig zählt zum Stamm der Ngāpuhi. Ein Jahr später lief sie von ihm fort. Marcroft beschrieb hingegen ihre Kindheit vor dem Tod ihres Vaters als idyllisch. Marcroft wuchs in Rotorua auf, lebte über 20 Jahre im Rodney District und jetzt in Matakana, nordöstlich von Warkworth.

## Berufliche Karriere
Marcroft war über 30 Jahre in der Radio- und Fernsehbranche tätig. Sie war u. a. Nachrichtensprecherin der Independent Radio News und im Fernsehen für TV3. In ihrer Rundfunkkarriere der 90er Jahre war Marcroft sehr bemüht in ihren Beiträgen das Te Reo Māori mit korrekter Aussprache zu verwenden, wofür sie seinerzeit kritisiert wurde.
Nach ihrer ersten Zeit als Parlamentarierin von 2017 an, kehrte sie im Jahr 2020 ins Berufsleben zurück, arbeitete für eine Primary Health Organisation, war in Teilzeit für Mediaworks tätig und als letztes für den Bürgermeister von Auckland, Wayne Brown.

## Politische Karriere
Marcroft kandidierte im Jahr 2017 erstmals für New Zealand First im Wahlbezirk Tāmaki und landete mit nur 2,85 % der Wählerstimmen auf dem 4. Platz in dem Wahlbezirk. Über die Liste ihrer Partei war ihr aber ein Sitz im Neuseeländischen Parlament sicher.
Zur Wahlaufstellung für das Wahljahr 2020 konnte Marcroft dann aber nur den 17. Platz auf der Wahlliste ihrer Partei erreichen. Im Januar 2021 trat sie schließlich aus der Partei aus. Ihr fehlte, ihrer Aussage nach, die Übereinstimmung der Partei mit ihren persönlichen Werten. Wenige Monate später wurde sie Mitglied der New Zealand Labour Party.
Zur Parlamentswahl 2023 ließ sich Marcroft dann von Winston Peters überzeugen, wieder für New Zealand First anzutreten. Marcroft kandidierte daraufhin für den Wahlkreis Kaipara ki Mahurangi. Mehr als 5,16 % der Wählerstimmen war aber auch bei dieser Wahl für sie nicht zu holen. Über einen diesmal sicheren Listenplatz, war der Einzug ins Parlament dieses Mal gesichert.
Labour verlor bei dieser Wahl ihre Regierungsmehrheit und mit dem guten Abschneiden der National Party, konnte Christopher Luxon mit seiner Partei über eine Drei-Parteien-Koalition eine Regierung bilden, deren Teil New Zealand First wurde. Marcroft bekam daraufhin den Posten einer Parlamentarischen Staatssekretärin für den Minister for Media and Communications und am 24. April 2024 für den Minister for Oceans and Fisheries.